# Невероятные выходные
«Невероятные выходные» (исп. El increíble finde menguante) — художественный фильм испанского режиссёра Джона Микеля Кабальеро, вышедший в 2019 году.
Слоган фильма: «Это не петля. Это обратный отсчёт».

## Сюжет
Легкомысленная прожигательница жизни Альба, которой только что исполнилось 30 лет, приезжает на выходные с друзьями в загородный дом. Вечером субботы Пабло, парень Альбы, говорит, что им лучше расстаться, потому что они вместе уже три года, а её всё так же волнуют только вечеринки. На следующий день компания уже собирается в обратный путь, когда Альба вдруг обнаруживает себя утром субботы в машине на пути за город. Она снова проживает эти выходные и снова возвращается к началу, а потом снова и снова, но скоро обнаруживает, что с каждым разом времени у неё на час меньше: петля времени сжимается.

## В ролях
- Ирия дель Рио — Альба
- Адам Кинтеро — Пабло
- Надя Де Сантьяго — Сира
- Адриан Эспозито — Манча
- Джимми Кастро — Марк
- Ирен Руис — Клаудия
- Луис Тосар — Отец Альбы

## Художественные особенности
С каждым следующим возвращением в прошлое рамка кадра сжимается, постепенно переходя от широкого формата к всё более узкому вертикальному кадру.

## Награды
- Международный фестиваль фентези-фильмов в Бильбао 2019 — призы жюри за лучшую режиссуру и лучший сценарий.[2]

## Похожие фильмы
- День сурка (1993)